# 反日
| 國家           | 正面 | 负面 | 中立 | 正负面差 |
| -------------- | ---- | ---- | ---- | -------- |
| 中华人民共和国 | 22%  | 75%  | 3    | -53      |
| 西班牙         | 39%  | 36%  | 25   | 3        |
| 土耳其         | 50%  | 32%  | 18   | 18       |
| 巴基斯坦       | 38%  | 20%  | 42   | 18       |
| 印度           | 45%  | 17%  | 38   | 28       |
| 俄羅斯         | 45%  | 16%  | 39   | 29       |
| 秘魯           | 56%  | 25%  | 19   | 31       |
| 奈及利亞       | 57%  | 24%  | 19   | 33       |
| 英国           | 65%  | 30%  | 5    | 35       |
| 墨西哥         | 59%  | 23%  | 18   | 36       |
|                | 58%  | 22%  | 20   | 36       |
| 德国           | 50%  | 13%  | 37   | 37       |
| 印度尼西亞     | 57%  | 17%  | 26   | 40       |
| 美国           | 65%  | 23%  | 12   | 42       |
| 法國           | 74%  | 21%  | 5    | 53       |
| 巴西           | 70%  | 15%  | 15   | 55       |
|                | 78%  | 17%  | 5    | 61       |
| 加拿大         | 77%  | 12%  | 11   | 65       |

| 國家           | 正面 | 负面 | 中立 | 正负面差 |
| -------------- | ---- | ---- | ---- | -------- |
| 中华人民共和国 | 4%   | 90%  | 6    | -86      |
|                | 22%  | 77%  | 1    | -55      |
| 巴基斯坦       | 51%  | 7%   | 42   | 44       |
| 菲律賓         | 78%  | 18%  | 4    | 60       |
|                | 78%  | 16%  | 6    | 62       |
| 印度尼西亞     | 79%  | 12%  | 9    | 67       |
| 马来西亚       | 80%  | 6%   | 14   | 74       |

| 國家           | 正面 | 负面 | 中立 | 正负面差 |
| -------------- | ---- | ---- | ---- | -------- |
| 中华人民共和国 | 18%  | 71%  | 11   | -53      |
| 墨西哥         | 24%  | 34%  | 42   | -10      |
| 巴基斯坦       | 34%  | 15%  | 51   | 19       |
| 南非           | 41%  | 17%  | 42   | 24       |
| 印度           | 39%  | 13%  | 48   | 26       |
| 法國           | 55%  | 29%  | 16   | 26       |
| 葡萄牙         | 43%  | 13%  | 44   | 30       |
| 英国           | 58%  | 26%  | 16   | 32       |
| 德国           | 58%  | 25%  | 17   | 33       |
|                | 55%  | 11%  | 34   | 34       |
|                | 60%  | 26%  | 14   | 34       |
| 西班牙         | 57%  | 19%  | 24   | 38       |
| 埃及           | 52%  | 14%  | 34   | 38       |
|                | 61%  | 20%  | 19   | 41       |
| 土耳其         | 64%  | 21%  | 15   | 43       |
|                | 68%  | 20%  | 12   | 48       |
| 義大利         | 66%  | 18%  | 16   | 48       |
| 巴西           | 66%  | 16%  | 18   | 50       |
| 奈及利亞       | 65%  | 14%  | 21   | 51       |
| 加拿大         | 67%  | 16%  | 17   | 51       |
| 美国           | 69%  | 18%  | 13   | 51       |
| 智利           | 66%  | 14%  | 20   | 52       |
| 秘魯           | 64%  | 10%  | 26   | 54       |
| 俄羅斯         | 65%  | 7%   | 28   | 58       |
| 菲律賓         | 84%  | 12%  | 4    | 72       |
| 印度尼西亞     | 85%  | 7%   | 8    | 78       |

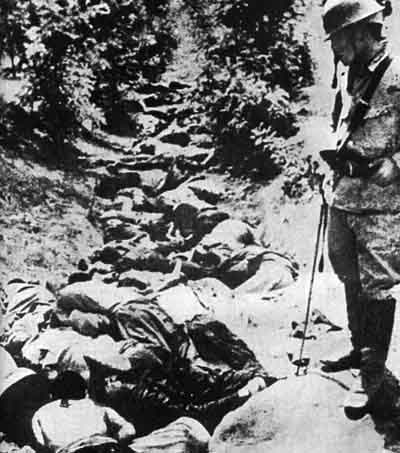
日本在二戰中的戰爭暴行是在東亞其他地區引起反日情緒的主要原因之一

反日為對於日本、日本人、日本民族及日本文化存在不滿意、不信任以至仇恨的負面情緒或者行為表現，相似詞彙有「仇日」和「排日」，相反詞彙為「崇日」、「哈日」和「親日」。依據各個地區歷史差異，因為可能受到日本侵略、殖民統治、日本政府、日本文化及日本企業等負面言行舉止所影響，產生對於日本戒備、反感、憤慨甚至仇視或者排斥的態度；關於這點，又能夠稱之為反日情感、反日情緒或者反日主義。相關的情緒表現亦經常涉及對於日本民族、日本文化及日本天皇等等與日本相關的文化符號及習慣。
近代因為殖民及第二次世界大戰等歷史因素，在美國、中國、朝鲜半岛等交戰國或殖民地區中，曾有明顯與集體的反日輿論發表和行為，比如：美國和中國等主要交戰國在第二次世界大戰有製作並散佈反日的戰爭宣傳，和當時的親日戰爭宣傳形成宣傳戰 。另外，美國戰後1980年代因日本汽車工業興起挑戰美國汽車工業，也發生少數日製車遭公開毀損的事件。1982年一名中国出生的美籍华裔陳果仁還因美国的反日情绪遭美国人圍殴打致死。1990年起因歷史教科書、靖國神社和慰安婦等事件，在東亞諸國也有不少從抗議或反對日本政府作為的抗爭遊行，而其部份情緒的表現包括從對日本政府特定行為的不滿，轉化或延伸為針對日本文化或日本人的本質或種族的仇恨。

## 概述
日本文化有深厚的中國背景，然而，日本經歷明治維新强大之后，开始展开对外扩张政策，并發動甲午海戰並且全殲中国北洋艦隊。并迫使大清帝國割让台灣群島、澎湖群島、遼東半島和占领朝鮮半島等，史称馬關條約。日本經過一系列軍事與外交勝利後，以甲午战争为分界线日本开始厭棄中國和中國文化，認為中國人是劣等民族。由于1930年代经济大萧条时期对日本造成冲击，军国主义势力开始掌权，意图转移国内矛盾，于1931年侵略中国东北，1937年后展开全面侵华，给中国人民带来沉重的灾难，二战后由于日本战败，中国与西方大国處于平起平座地位，解除了日本的威胁。
另外，有人認為，在亞洲制造反日情緒，符合了美國的利益。日本在二戰失敗的陰影下迅速崛起，成为亚洲乃至世界一股强大的经济力量。為了各種經濟、政治、軍事的需要，美國利用各種途徑製造和推動了亞洲反日情緒，来制衡亚洲国家。
反日情緒很多時候是由於日本近代對所實施的侵略、對待這段歷史的態度以及歷史原因所造成的。雖然反日情緒在日本戰敗後有所減弱，但是卻仍然時不時地受到激發，例如日本對其太平洋戰爭的懺悔不足和粉飾一些歷史事件的嘗試都引起外界的批評。此外，日本與一些國家的領土爭端也激發了這些國家人民的反日情緒。
而日本國內一些人的活動也激發著這種情緒。例如小泉純一郎在任時每年都以首相身份參拜靖國神社就受到國內外的批評。日本右翼團體編寫的歷史教科書也被外界批評為粉飾其軍國主義歷史。但是其他人，特別是日本人，則相信這些反日情緒來源於國外民族自身的民族優越感，外國政府的反日宣傳（特別認爲是中國）以及對其經濟成就的嫉妒，不過日本同時也會宣傳中國威脅論。
雖然反日甚至仇日情緒主要源自歷史上的糾葛（參見抗日戰爭、日本戰爭罪行），在二戰之後還發生了多宗深化仇日情緒的事件，提升了東亞、東南亞各國對日本的反感情緒。

## 各地反日情形

### 中国大陆

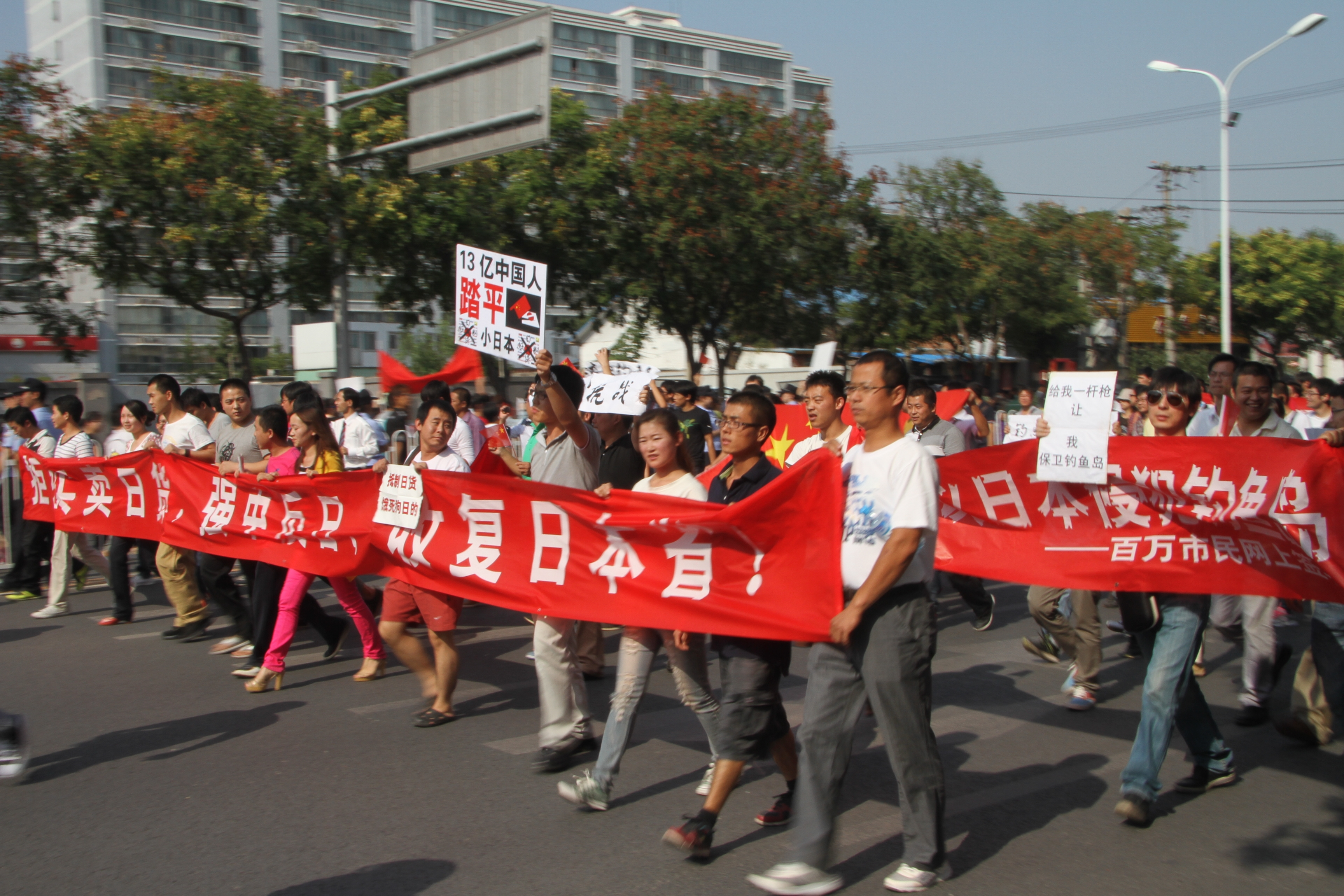
2012年9月18日，中华人民共和国民众在日本驻北京大使馆前游行抗议

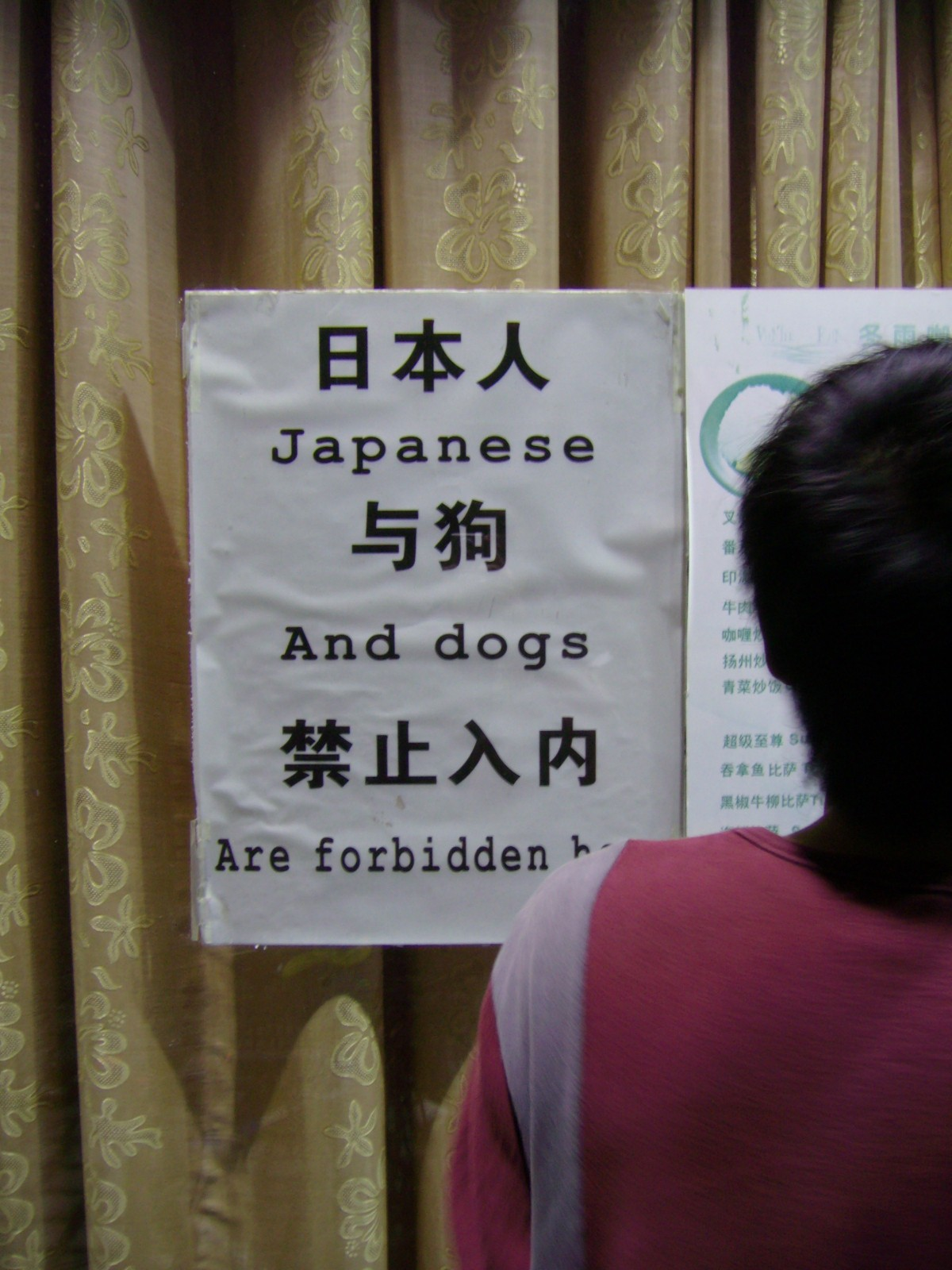
中國大陆某家西餐廳的反日標語

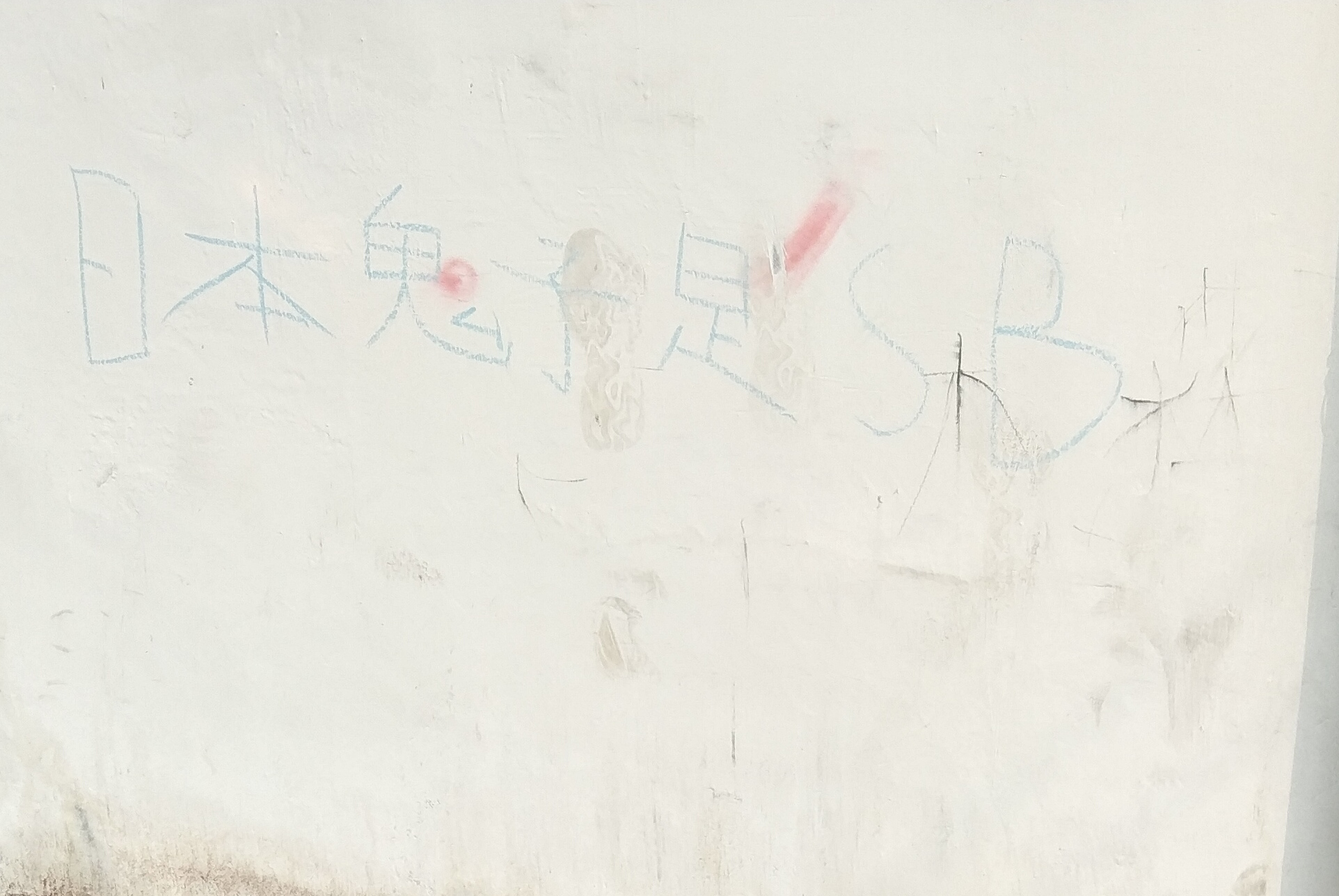
中國大陸某地牆壁上的反日標語

中国的反日情绪非常强烈，对日本、日本人民和文化的不信任、敌意和负面情绪在中国普遍存在。反日情绪是一种现象，大部分可以追溯到现代（自1868年以来）。与帝国主义时代的许多西方列强一样，日本谈判的条约往往从中国吞并土地。由于对日本定居点和日本政府提出的“二十一条”要求的不满，导致中国对日本产品的严重抵制。
今天，中华人民共和国对日本的战争罪行和日本战后行为仍然怀有怨恨，特别是认为日本没有直接承认这些暴行、日本政府参拜战犯，以及日本历史修正主义教科书。在小学，孩子们会详细了解日本的战争罪行。例如，数千名儿童被小学带到北京的中国人民抗日战争博物馆，要求观看战争暴行的照片，例如日本军队强迫中国工人进入战时的记录展品、南京大屠杀、以及慰安妇问题。据报道，参观完博物馆后，孩子们对日本人民的仇恨明显增加。虽然战争结束已经过去了很多年，但今天有关日本在战争期间的行为的讨论仍然能唤起强烈的情感。日本军事标志的使用在中国仍然存在争议，例如2001年中国流行歌手赵薇在为时尚杂志拍摄写真时身披日本战旗的事件。网络上引起巨大反响，南京大屠杀幸存者还转发了要求公开道歉的公开信，甚至还对歌手进行了攻击。根据2017年BBC世界服务民意调查，只有22%的中国人对日本的影响持正面看法，75%的人持负面看法，使中国成为世界上最反日的国家。
近年来，中国的亲日派常常被民族主义者斥为汉奸、精日。但亦有歷史認知不周而存在過激與扣帽子的情況，比如把抹茶當作日本飲料而抵制（實際上抹茶源於中國，是宋朝時傳入日本），誤把漢服當和服強迫脫衣，毆打自己人所駕駛中國本土產豐田汽車的U型鎖事件等。

#### 抗日剧
目前中国大陆正在制作和播放的战争片中也可以看到反日情绪。仅2012年一年，中国就制作了200多部抗日影片。在一个较为温和的抗日战争电影的特殊情况下，中国政府禁止了2000年的电影《鬼子来了》，因为它描绘了一名日本士兵与中国村民的友好关系。

#### 針對日本民眾的暴行
2024年間，中国发生2起中國人攻擊日本人的事件，令1名女子及1位兒童死亡。日本前駐澳洲大使山上信吾表示，這是中国反日情绪長年受北京當局煽動下的後果。

### 香港
香港雖作為英國殖民地，但在二戰時仍不能倖免受到日本的佔領，日本持續3年零8個月的高壓統治，造成嚴重的經濟及人命損失，至今在香港粵語中仍以「3年零8個月」來指稱那段時期或用來借喻困苦的日子。
在二戰後，一些在日佔時期被強迫兌換軍票的市民仍堅持每年到日本領事館抗議，要求賠償。另在每逢7月7日、8月15日和9月18日（七七事變、日本無條件投降和918事變），亦會有團體組織到日本領事館示威，希望日方為戰時的侵華罪行道歉及賠償。時至今日，部份老一輩的香港人仍帶有反日的思想。但是相對於中國大陸的激進反日人士，反日的香港人只是不滿日本政府不肯以正確的態度去面對史實，對於在香港旅遊、公幹或居住的日裔人士並沒有太大的反感。現今的新一代香港人於日本文化的影響下，反日情緒並不高漲，甚至非常喜歡日本文化，如該國的動漫、歌影視、飲食與旅遊等，使他們對日本產生濃厚興趣和好感，一般不會對日本存有仇恨心態。根據日本國家旅遊局的資料，2016年香港人訪日人數有184萬，佔全港總人口四分之一，創下歷年新高，香港更是全球重遊日本次數最高的地區。雖然香港人對日本的侵略歷史有一定的認知，但普遍不仇視日本。
近几年来，因为中日之间关于钓鱼岛争议的相关事件不断发生，香港人亦常常呼应内地以及其他华人地区的保钓运动。2010年9月7日，日本海上保安厅巡视船在钓鱼岛海域与中国渔船发生冲撞，并扣押了中国船长。当日，香港地区的保钓人士在日本驻香港总领事馆外焚烧日本国旗，手举抗议标语，并向日方递交请愿书要求释放被扣押的中国船长，要求日方认识到钓鱼岛是中国的固有领土。同时，又有香港的政党代表前往日本领事馆进行请愿。游行负责人表示，将会根据事态的发展制定进一步的行动；不過中國大陸的激進反日活動，如焚燒日本製汽車、砸毀日資商店和抵制日貨等行為，並無蔓延至香港。
2012年10月9日，保釣行動委員會的成員闖入日本駐港領事館，在館內高唱中国国歌《義勇軍進行曲》達半小時。過往港府對於中日關係多採取中立態度，但是在2020年中共在香港實施《港區國安法》及修改選舉制度後，香港特區政府及立法會議員對港日兩地關係的言論及措施變得「戰狼」上身，其舉措被指是為博取黨中央的「印象分」而故意在香港社會煽動仇日情緒。

### 澳门
澳門因當時作為中立國葡萄牙的殖民地，加上葡萄牙政府於外交上親軸心國，故此日軍沒有侵略澳門。然而現在大部分的老一輩都曾在中國大陸或香港經歷過日軍的炮火，而且澳門回歸前已開始推行國民教育，香港的反日行動同樣受到澳門民間的響應。同時，澳門受香港文化影響相當深，現今澳門的年輕一代反日情緒不高漲，對日本往往有濃厚的興趣，也沒有對日本存有仇恨心態。

### 台湾
台灣曾經受日本統治長達50年之久，而對日本有複雜的情感。態度立場往往因為政治、個人經歷或背景及立場而出現不同，例如在1896年發生的學務官遭難事件（六氏先生事件），由賴唱率領的起義軍攻台北城，途中遇日警與六氏先生將其斬殺，被日本當局指為土匪，事後大舉清算八芝蘭地區居民，然而在國府統治時期，日本政府口中的土匪賴唱成為了烈士，被清算的居民成為義士，芝山巖事件成為一反日教材，時過境遷，又有不斷的爭論。
日本初期在台灣施行特別法以及高壓的統治政策，亦讓不少台灣本島人倍感歧視。雖然後來有內台一體政策及皇民化運動的影響，但仍有台灣人通過和平和參政手段反抗日本殖民統治，目的在爭取台人與日裔人民的民族平等。並在大正民主時期的風氣影響下，積極爭取台灣住民的地方自治權。台灣的第一個本土社會團體台灣同化會以及第一個政黨組織台灣民眾黨便在此目的和社會背景下應運而生，許多受到日本高等教育的臺灣菁英階層都是非武裝反日主力，經濟上採殖民掠奪式經濟，在台灣設立糖廠壓榨蔗農，使得辛苦的農夫宛如日本製糖會社的農奴，以此孕育出台灣共產黨及台灣農民組合等團體，日治时期反日情緒源於此。

#### 始政初期1896-1915
在日占时期發生多起台灣抗日運動，日本統治自1896年至1915年，大量捕殺抗日者，遭判死槍決者多達4423人，尚不包含戰爭與屠殺的死亡人數，政策上採愚民政策，初期建設皆以掠奪式經濟為主，例如，製糖會社的成立、台灣西部鐵路幹線及森林鐵路，基隆港的興建都是為了將物資源源不絕運回日本。初期在台灣施行特別法以及高壓的統治政策，讓不少台灣本島人倍感歧視。目的在爭取台人與日裔人民的民族平等。此時期由於高教體系不健全，台灣知識菁英以留日及中國為主，許多受到日本高等教育的臺灣菁英階層日後都成為非武裝反日主力，在經濟上日本對台採殖民掠奪式經濟，在台灣設立糖廠壓榨蔗農，使得辛苦的農夫宛如日本製糖會社的農奴，以此逐漸孕育出台灣共產黨及台灣農民組合等團體，也是日後反日最主要的組織。
日占初期日本軍隊以屠殺手段回應台灣住民連續不斷的武力抗日運動，如大嵙崁大燒殺、雲林大屠殺、霧社事件、西來庵事件、蕭壠事件屠村等，近年隨著遺跡陸續出土，使得這些屠殺事件得以公諸於世，如:新化發現三千枯骨，焦吧哖屠村遺骨出土、雲林莿桐發現千人塚、澎湖的千人塚、阿公店大燒殺屍骸出土，衣物黑色焦痕清晰可見，蕭壠事件走番仔反遺骨安放於佳里港安宮將軍府。
甚至是歸順式慘案，後藤新平在《日本殖民政策一斑》中描述，當討伐土匪時，有一個土匪歸順法，說要發給土匪歸順證，將他們全部集中於警察署裡，預先下達順令，使軍隊同時把他們殺得乾乾淨淨。然後假稱義軍歸順式妄動，一齊殺戮。
這些事件至今逐漸被淡忘在歷史記憶裡，但是，廖添丁的故事卻在民間廣為流傳，廖添丁義賊劫富濟貧對抗日本高壓統治乃至成仁的意象，反映出當時台灣人民對日本統治消極抵抗隱晦的表現。其它如慰安婦等日軍犯下的戰爭罪行，也讓對過去日本產生負面印象。日本統治期間以經濟掠奪與高壓統治為基調，後藤新平行政長官甚至在台灣販賣鴉片，而製糖株式會社的壓迫導致蔗農反日情緒高漲成為普遍現象，如二林事件都是反日思漢的根源，對民間宗教信仰初期以舊慣溫存政策維持民間信仰，中期則因為西來庵事件使總督府對台灣廟宇管理或派日本僧侶主持，皇民化運動後更拆毀廟宇，造成許多百年廟宇遭毀，也造成民眾反抗，如台南府城聯境中的二十一境中竟有十二座廟宇如溫陵媽廟遭到日本改為郵局龍王廟遭到拆毀，四湖參天宮白河福安宮盡數遭到拆毀，日占中後期台灣民間對日本及日本統治受皇民化運動而逐漸淡化反抗。

#### 內化時期1916-1937
1916-1937年，由於武裝抵抗受到壓制，而新生之台灣人在日本不平等的對待環境下成長，此時期以爭制度與爭權利為主，透過成立會黨與社會運動來凝聚力量，先有志之士成立台灣文化協會，後來因為地方自治權而引發治警事件，許多仕紳遭日本當局逮捕判刑，後期更結合台灣共產黨、台灣農民組合等左派勢力反抗日本的高壓統治，被總督府當局視為眼中釘，大加禁絕與監視，而此時期高壓統治仍延續六三法，台灣人民不得翻身，在政治上沒有任何權利，僅有保甲及文官制度，1930年，準備武裝反抗的台灣共產黨，遭當局破獲而大肆逮捕判刑，另有楊逵遭日本當局逮捕坐牢十次，鹽分地帶作家吳新榮醫師遭日警關押等，仕紳階級則遭到當局的監視與限制，如林獻堂在前往上海訪問，回台後遭日本當局於始政紀念會上大加撻伐與污辱為日奸。
受到蔣渭水台灣民眾黨號召，在日軍侵華後有志青年反日思漢，例如白色恐怖受難者基隆中學校長鍾浩東就曾前往中國參加抗戰，而出身宜蘭的蔗農之子吳克泰，更是對日本人咬牙切齒，拒絕改換日本名，受到日本當局的迫害而逃往中國，又如蘆洲公學校教師李蒼降閱讀抗日書籍《清算日本》遭逮捕刑求入獄，蘆洲李家李友邦將軍，投身抗日，成立台灣義勇隊。

#### 皇民運動1937-1945
白色恐怖受難者黃玉坤回憶，在求學階段的他看到日人對台灣人的欺壓，當時日本人稱台灣人清國奴，台灣學生則稱日本中學「狗仔中」，而當時台灣人只能讀二中，竟有同學因為說台語而無法錄取，就是這種不公平的影響，1938年皇民化動伊始，台北二中即爆發反日思漢事件，李沛霖、楊友川等密謀組織台灣脫離日本的列星會，大量熱血青年遭到逮捕入獄刑求，此外，甚至有雷燦南公開反日遭日警刑求致死。二戰後期的抗日活動謝娥與陳炳基更是激進，甚至計畫在自來水中下毒，還有帝大響應祖國案的蔡忠恕、郭琇琮等許多參與者也遭日本當局破獲逮捕入獄，反抗日本法西斯的李中志，加入新四軍的朱天順，藍明谷成立東京興漢會，鹽分地帶文學家吳新榮在日記中寫到:「最後希望埋骨於大陸，為達成此理想，該有實際行動」。
由於皇民化政策的推廣來自各面向，如成立皇民奉公會，改日本姓名，全面提升為小學校打破日本人與台灣人的藩籬，而理蕃政策方面，以「莎韻之鐘」作為日本統治台灣皇民化政策成功的宣傳樣本，以台灣日日新報為官方宣傳媒體，乃至於思漢反日情緒受壓制無法傳播，使得日軍侵華期間，有不少台灣人自願充當台籍日本兵，例如翻譯員等等。許多中國人以為這些翻譯員都是“漢”奸，部分台灣人不承認自己是“漢”人。
日軍自西元1942年（昭和17年）中途島戰敗後，兵員消耗驟增，於是緊急徵兵籌集戰備人員。在「陸軍特別志願兵制度」開始實施以後，台灣人對於志願兵制度的反應算是“相當熱烈”，但是也有青年一心投入抗日，如台北二中反日思漢林水旺等，及後來的吳克泰、林如堉、吳思漢、呂芳魁、林棟、林思平、邱剛明等，都反抗日本徵召，投入抗日反日戰爭。

#### 二戰後的反日情緒
國府統治開始即對台灣人民受日本影響展開國語運動，並大量的拆毀日本神社及建築，因此，只有被充當宿舍的建築得以保存。部分建築遭到毀棄數十年，有幸獲得整建重生。而光復初期對於反日情緒極度高張，例如台大杜聰明校長極力肅清日籍學生，欲將日人一掃而光。但由於皇民化運動，當時許多台灣人產權都使用日本名字登記，造成在日後日產接收問題上出現重大問題，許多台灣人的產業遭到政府接收，被比喻為劫收，原本對日本壓迫的反感情緒減弱，而激化了對政府的不信任，終導致二二八的發生。
二戰後反日情緒在釣魚台事件達到高峰。日本於1972年從美國取回沖繩的控制權（當中包括釣魚台列嶼），並於9月29日宣佈與中華人民共和國（中共政權）建立外交關係，同時與中華民國（台灣國民黨政權）終止大使級外交關係，台灣部分民众多次爆發激烈的反日示威行動，日本特使椎名悅三郎於該年9月17日中午抵達台北松山機場時，即有大批民眾於機場外手持標語抗議。
1970年代以後台灣產業轉型，台商踏足新興產業並與傳統日本大廠發生競爭，深耕已久日系產品以優良品質排擠台灣本土產品，當時政府與民間常用「愛用國貨」為口號鼓勵台製產品，間接也造成台灣社會愛用國貨的情緒，但未造成反日情緒。
整體來說，由於台灣反日情緒在日本統治初期就遭不少鎮壓有減弱一點點，而相對於韓國有民族主義所支持的三一運動，因為這樣日本對台灣的統治相形較為順利，乃至後來得以推展皇民化運動，現在當代台灣民眾並未因「歷史因素」仇視日本。在第二次世界大戰日本投降後，大多數台灣人認為來自中國大陸同屬華人的國民政府會帶來美好前景，從台灣光復時的各項慶祝活動可知台灣民眾對抗戰結束後的中國懷有期許。
一些台灣民眾对日治时期社會雖然嚴格但是秩序安定的生活不太反感甚至有一點點好感。許多經歷日治時期的老年人對日语、日本文化相當了解，而日本流行文化對年輕一輩台灣人的影響也十分大。許多民調顯示，日本是台灣人比較喜歡的亞洲國家。
此外，美國在亞洲戰略的態度上多少也影響到台灣人的反日情緒，主因在於中華民國政府遷台後，國際間的冷戰局勢，美國希望聯同日本牽制共產陣營在亞洲地區的擴張，也曾試圖將台灣納入防禦體系以聯結東亞的反共陣線，故在戰略考量上必須和日本同一陣線；再加上政府遷台後為爭取日本對中華民國為正統中國的支持，這也讓反日情緒在台灣比較少

#### 現今在台灣的反日情緒
台灣隨著民主化後，台灣民眾與歷屆執政政府在幾經省思歷史事件的利弊與基於台灣的周邊國際間外交利害關係的衡量，加上兩岸關係在政治觀念上仍存歧見之下，儘管仍有些許反日團體堅持反日之外，除非日本方面做出違悖道義與利益的爭議事件，基本上仍維持一定程度交流關係。
台灣在二戰期間曾經有許多婦女被徵召為慰安婦，這些慰安婦多年來求訴無門，經過多年爭取，中華民國立法院2008年11月11日院會通過決議，要求日本政府對慰安婦道歉和賠償，2018年8月首座慰安婦銅像在台南矗立，日本右翼團體人士藤井實彥作勢腳踹慰安婦，引起民眾一波反日情緒。

#### 台日漁權及食品問題
日本於2016年5月在沖之鳥附近扣捕台灣漁民，由於許多漁民世代在此海域捕魚，日方片面將沖之鳥擴大為島，並宣稱其經濟海域，造成台灣漁權損失，導致漁民抗爭與社會人士聲討。而釣魚台島周圍從事捕撈的漁民遭扣捕更是漁民反日的遠因，甚至在日本交流協會前焚燒日本國旗抗議，同時，由於日本政府與蔡英文政府關係友好，但台日漁權爭議仍無法解決，卻藉由台日友好之際，有来自日本福島曾经属于核災核汙染縣市食品輸台的提議，導致一連串的反核食品進口抗爭事件，更使得社會上觀感普遍不佳。

#### 其他相關問題
日本欲將有遭核汙染之用品輸台，導致反核食品進口抗爭事件。另外更敏感的是海域、空域之敵我識別問題，尤以在釣魚台列嶼、與那國島、八重山群島最嚴重（其中最為嚴重的就是釣魚台列嶼，中華民國強烈且嚴厲主張此列嶼為中華民國固有領土）。凡中華民國之船隻（無論是漁船、海洋研究船（如海研號、達觀號）、學術研究用動力船或帆船等）、航空機（包含客機、無人機、氣象研究機（即「追風計畫」）皆在內）等進入此範圍，即遭日方警告。因此爆發超過數十次的外交爭議，歷任中華民國駐日代表皆對此向日本歷任內閣或議員抗議，但日方皆不理不睬。此些問題甚至變成嚴重的國際爭議問題，連歐盟、聯合國、東南亞國協等國際上強力組織都無法有效解決。

### 朝鲜半岛

#### 韓國
朝鮮半島的反日情緒主要是源于歷史侵略問題，兩國很早就結下樑子。日本对朝鲜半岛的侵略远可溯至16世纪的壬辰倭乱。丰臣秀吉率领当时的日本军队入侵朝鲜半岛，当时朝鲜王朝的将军李舜臣率领朝鲜海军大败日本军队，被历代朝鲜政府奉为民族英雄。
近代日本对朝鲜半岛的侵略是其大陆政策的第一步，起于1876年两国签订的江华岛条约。根据此条约，日本取得了自由勘测朝鲜海口、领事裁判权、贸易等特殊权利。之后，日本就朝鲜半岛的主导权和当时的中国、俄国展开了激烈的斗争，日本得到了英国的支持。1895年甲午中日战争之后，中国放弃了朝鲜半岛的宗主权，而日俄战争之后，俄国势力也从朝鲜半岛撤出，日本实质上独占了朝鲜半岛。1910年日本吞併朝鮮半島后，刚成立不久的大韓帝國正式成为大日本帝国的一部分。朝鲜总督府推行皇民化運動，即使用日本姓名，更改官方宗教為神道教，禁止在學校、商業及公共場所使用韓語等等。
1919年3月1日，韓國爆發大規模反日运动，約有200萬人參加，鼓動韓國獨立，但遭到日本的武力鎮壓。
二戰後，朝鮮半岛南部的韩国虽然和日本同为美国同盟国，但是由于和日本之间存在的根深蒂固的历史认知问题，民间的反日情绪仍然较浓，也拆除了象徵殖民的朝鮮總督府，這點與韓民族的強烈自尊心有些關係。
與韓國的竹島领土争端也是反日情绪蔓延的原因之一。2005年，日本島根縣決定立例把2月22日訂為“竹島日”，使不少关注独岛（竹岛）问题的韓國人更为不滿。2005年3月，韓國有人到日本駐韓大使館抗議並焚燒日本國旗，还有人以割手指、自焚、跳江等方式抗議，街頭掛上了不少「獨島是大韓民國領土」的廣告。這種情緒还蔓延至互联网上，如雅虎韓國網站出现过一幅宣示獨島主權的橫額。2012年時任韓國總統李明博登上獨島（日本稱竹島），更加劇雙方的負面情緒。
2019年7月15日，發動「日本限制出口半導體原料 韓群眾籲抵制日貨」活動。

#### 朝鮮
作為半岛北侧的朝鲜，其反日情绪则更为复杂。一方面，金氏家族的革命史是从抗日活动开始的，对于日本的反感情绪和戒备心理成为了金氏政权合法性的重要组成部分。另一方面，由于日本在二战后成为了美国的同盟国，日本和美国一起构成了对朝鲜国家安全的最重要威胁，因此朝鲜民众的反日情绪往往和反美情绪联系在一起。

### 美国

#### 二战期间
美國的反日情緒在二戰以前便以成形。19世紀晚期，包括日本人、中國人、朝鮮人、菲律賓人等在內的美國亞裔移民常受到種族主義。當時通過了許多法案，不允許這些人獲得公民權、享有基本的權利，例如擁有土地等。有人引證，反亞洲移民聯盟的形成標誌著加州反日運動的開端。
20世紀初，很多美國人相當看重日本，認為它是效仿西方文明在遠東的成功例子，使落后的亚洲国家在世界舞台上有了一席之地。但是隨著美國媒體對日本佔領地上的暴行的描述增多，美國的公衆意見開始逆轉。1931年日本開始在中國東北制造事端，以及隨後吞併滿洲的行為，更美國公眾所批評。此外，中華民國遊說美國介入，以使日本力量離開中國，這種遊說在美國外交政策的成形扮演了一定的角色。傳入美國政府的關於日本的負面報導越來越多，美國一方面基於對中國大眾的考慮，一方面基於美國的太平洋利益，對日本禁運石油及其它供給。美國的歐裔大眾更顯得非常地親華和反日，例如，曾有運動號召婦女停止購買尼龍襪，因為尼龍是由日本從殖民地取得的。

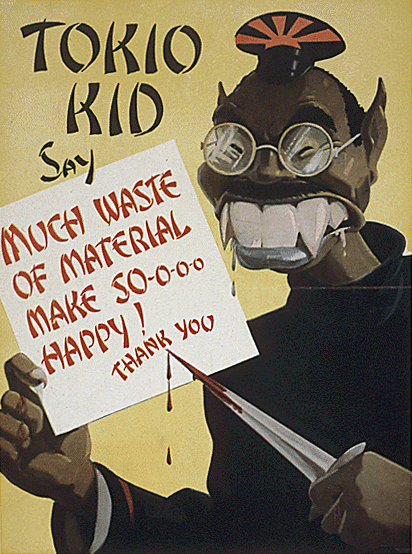
美國的反日情緒于二戰期間達到頂峰。圖為美國政府資助的宣傳畫，裏面使用了極度誇張的造型：「來自東京的小子表示：『感谢你们那么浪費，我很开心。』」

1937年中日正式爆發戰爭。美國歐裔大眾支援中國，白人記者帶回來的日本軍對中國平民暴行的見證更加深了反日情緒。

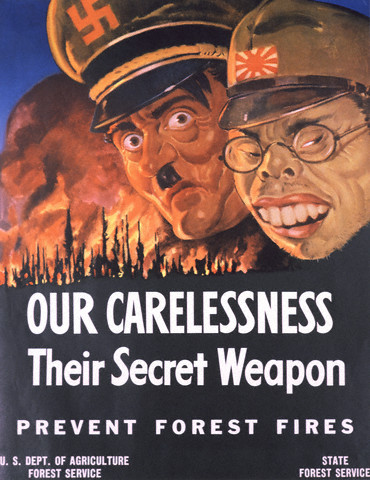
「我們的粗率，是他們的秘密武器。請預防山火」：美國在二戰中的宣傳海報，图中也有包括被丑化的日本军官（形象原型為時任日本首相的甲级战犯東條英機，图中另外一個人物是納粹德國的元首阿道夫·希特勒）

珍珠港事件是美國反日情緒達到高潮的導火線。許多美國人將此次偷襲視為懦夫行為，随后美国向日本宣战。
二戰期間，美國西太平洋海岸有大約112,000至120,000名的日本移民和日裔美國公民遭到美國政府集中囚禁，而未考慮他們的態度是支持美國還是支持日本。靠近戰區的夏威夷有許多日裔人士，他們中的大多數也沒得到疏散。這些日裔美國人（Nisei）為了證明他們對祖國的忠誠，有許多人選擇加入美國軍隊作戰，例如442步兵團。
此外，在美國人看來，極度不願接受失敗的日本人失去了人性。美國宣傳電影《我的日本》顯示了這一點。

#### 日本经济奇迹
1970年代至1980年代，美國經濟因石油危機陷入經濟衰退，與當時急速發展的日本形成了鮮明的對比，日本成了對美國市場的主要衝擊力量，大量日本的資金、消費電子產品及汽車迅速進入美國市場，美國與日本之間錄得巨額貿易赤字。此背景下，美國國內的反日輿論開始增多、日美貿易戰開打，加上媒體及政客的推波助瀾，無根據地指責日本的成功是建立在「偷取美國技術」及「日本人正在將美國日本化」，「猛抨日本」因此成了流行辭彙，最終導致了美國國內的反亞種族歧視情緒加劇。1982年一名中国出生的美籍华裔陳果仁因而成為了代罪羔羊。而到了1990年代期，美國人對日本的不信任及歧視甚至反映到其大眾文學及流行文化上，例如美國暢銷書作家麥可·克萊頓在1992年的著作《旭日東升》帶有明顯的反日語調甚至是種族主義色彩。
其後美國與日本簽訂廣場協議，導致了日本經濟泡沫爆破。1990年代後期，因為日本經濟不再被視為威脅，美國的反日情緒逐漸緩和。由於廣場協議使日本泡沫經濟導致衰退，美國經濟隨著互聯網的興起達到高潮。美國公眾媒體的注意力放到了反日情緒以外的地方，如印度的外包服務產業、可能與美國全球利益相左的正在現代化的中國等。

### 捕鲸问题
西方人士对于日本常年的捕鲸行動一貫持反对的态度并用实际行动加以阻止。如“绿色和平组织”，此組織反對任何類型的商業捕鯨，其往往用“柔美线条”、“悠扬歌声”等词汇来喚醒大眾的同理心，現在“绿色和平组织”年年都會到南極海作反對日本捕鯨的示威，另外美国环保人士制作的影片《海豚湾》也刺激了许多西方民众的心灵。
2010年，在韩国蔚山闭幕的国际捕鲸协会年会中，以澳大利亚、新西兰和英国为首的反捕鲸国家获得了66个成员国中30张支持票，但是日本仍然坚持将其捕杀小须鲸数量翻倍的计划。美国、西班牙、墨西哥、阿根廷等海洋观光旅游业发达的国家在这一问题上坚定反对日本的立场，而挪威、冰岛等粮食自给率不高、需要以海洋生物补充食材的国家则始终支持日本捕鲸。

### 澳大利亚
在澳大利亚，白澳政策的部分灵感来自于19世纪末的担忧，如果允许大量亚洲移民，将对工人、小企业主的收入以及社会产生严重不利的影响。尽管如此，仍有大量日本移民在1900年之前抵达澳大利亚。到1930年代末，澳大利亚人担心日本的军事实力可能会导致其在东南亚和太平洋地区的扩张，甚至可能入侵澳大利亚本身。这导致澳大利亚从1938年起禁止向日本帝国出口铁矿石。
第二次世界大战期间，向日本士兵投降（或试图投降）的澳大利亚人经常遭受暴行，最著名的是伦纳德·西弗利特被拍到的斩首仪式，以及同类相食和击落跳伞飞行员的事件。手无寸铁的半人马座医疗船（涂成白色并带有红十字标志）的沉没尤其激起了反日情绪，造成268人死亡。澳大利亚战俘的待遇也是一个因素，仅缅甸铁路就有2,800多名澳大利亚战俘死亡。

### 巴西
与阿根廷和乌拉圭一样，巴西精英希望在19世纪和20世纪期间实现该国人口的种族白化。该国政府一直鼓励欧洲移民，非白人移民总是遭到相当大的反对，日本移民社区被视为巴西白人化的障碍。巴西法学家、历史学家和社会学家奥利维拉·维亚纳这样描述日本移民：“他们（日本人）就像硫磺一样：不溶。” 巴西杂志《O Malho》1908年12月5日刊对日本移民进行了指责，并附有这样的传说：“圣保罗政府很顽固，在第一批日本移民失败后，它雇佣了3000名黄种人。给巴西一个与我们截然相反的种族。”1923年10月22日，众议员提出了一项关于移民入境的法案，其第五条如下：“黑人种族定居者禁止进入巴西。对于亚洲移民，每年允许的人数相当于居住在该国的人数的5%......”
第二次世界大战前几年，热图利奥·巴尔加斯总统的政府启动了对巴西移民和原住民的强制同化进程。1933年，宪法修正案以多数票通过，规定了不提及种族和国籍的移民配额，并禁止移民人口集中。根据文本，巴西接收的各国籍参赛者数量不得超过过去50年接收的各国籍参赛者总数的2%。只有葡萄牙人被排除在外。这些措施并未影响意大利人和西班牙人等欧洲人的移民，这些人已经大量入境，且移民流量呈下降趋势。然而，直到20世纪80年代仍然有效的移民配额限制了日本，韩国和中国移民。
1942年巴西站在同盟国一边对日本宣战时，与日本切断一切联系，日本新移民被禁止入境，许多限制都影响到了日裔巴西人。日本报纸和学校日语教学被禁止，这使葡萄牙语成为日本后裔的唯一选择。由于许多日本移民不懂葡萄牙语，他们获得任何社区外的信息变得极其困难。1939年，圣保罗巴西铁马路的研究表明，87.7%的日裔巴西人阅读日语报纸，识字率远高于当时的普通民众。没有警方发布的安全规定，日本巴西人就无法旅行，日本学校被关闭，无线电接收器被没收，以阻止来自日本的短波传输。日本公司的货物被没收，多家日本公司还受到政府的干预。日本巴西人被禁止驾驶机动车辆，日本人雇用的司机必须得到警察的许可。数千名日本移民因涉嫌间谍活动而被捕或被驱逐出巴西。1943年7月10日，居住在桑托斯的大约10,000名日本、德国和意大利移民有24小时的时间离开巴西海岸。警方在没有任何通知的情况下采取了行动。大约90%的流离失所者是日本人。为了居住在沿海地区，日本人必须有安全的行为。1942年，在帕拉州引入胡椒种植的日本社区实际上变成了“集中营”。当时，巴西驻华盛顿大使卡洛斯·马丁斯·佩雷拉·索萨鼓励巴西政府将所有巴西日裔人转移到“拘留营”，而不需要法律支持，就像对待美国的日本居民一样。但日本人从事危害“国家安全”活动的嫌疑并未得到证实。
即使战争结束后，巴西的反日情绪依然存在。 战后，由日本移民成立的恐怖组织“新藤仁美”成立，专门杀害相信日本投降的日裔巴西人。 该组织的暴力行为加剧了巴西的反日情绪，并引发了巴西人和日裔巴西人之间的多起暴力冲突。1946年国民制宪会议上，里约热内卢代表米格尔·库托·小提出宪法修正案，称“禁止任何年龄、任何血统的日本移民入境”。最终投票结果为99票赞成、99票反对，双方打成平手。主持制宪会议的参议员费尔南多·德梅洛·维亚纳投了决定票，否决了宪法修正案。 仅以一票之差，1946年巴西宪法并未禁止日本人移民巴西。
2010年代后半叶，巴西国内出现了一定的反日情绪。巴西现任总统雅伊尔·博尔索纳罗被指控发表了被认为歧视日本人的言论，这在媒体和巴西日裔社区中引起了反响。2020年，可能由于COVID-19大流行，圣保罗和里约热内卢等城市针对日裔巴西人发生了一些仇外心理和犯罪事件。

### 加拿大
与其他移民国家一样，加拿大的反日情绪在20世纪最为强烈，为了应对日本人和其他亚洲移民，加拿大成立了排亚洲联盟等反移民组织。1900年代初的温哥华也经常爆发这样的反日排华骚乱。第二次世界大战期间，日裔加拿大人像美国一样被拘留。1988年，布赖恩·莫罗尼政府最终为幸存的被拘留者支付了经济补偿。

### 法国
日本公共广播机构NHK提供了一份海外旅行安全风险清单，并在2020年初将反日歧视列为前往法国和其他一些欧洲国家旅行的安全风险，可能是出于对新冠病毒的担忧，流行病和其他因素。法国反日情绪高涨的迹象包括日本国民报告的反日事件有所增加，例如在街上被嘲笑、拒绝出租车服务，以及至少一家日本餐馆遭到破坏。一群在巴黎游学的日本学生遭到当地人的辱骂。另一群日本公民遭到袭击，这促使日本大使馆和外务省向在法国的日本公民发出警告，敦促谨慎行事。由于歧视现象日益严重，巴黎的一名日本电视台播音员表示，最好不要在公共场合说日语，也不要穿和服等日本服装。日本人还受到法国娱乐业的许多刻板印象的影响，这些刻板印象巩固了日本人的总体形象，通常是负面的。

### 德国
据日本外务省称，德国的反日情绪和歧视一直在上升，特别是当COVID-19大流行开始影响该国时。
据媒体报道，德国的反日情绪有所上升，一些日本居民表示，对他们的怀疑和蔑视明显增加。与这些情绪相一致的是，反日事件不断增加，例如至少一个主要足球俱乐部因担心冠状病毒而将所有日本球迷赶出体育场，当地人向日本人的家中扔生鸡蛋。

### 印度尼西亚
日本驻印度尼西亚大使馆在新闻稿中表示，针对日本人的歧视和骚扰事件有所增加，可能与2020年的COVID-19大流行有关，并宣布已设立一个帮助中心，以协助日本居民处理这些事件。有报道称该国普遍存在反日歧视和骚扰，酒店、商店、餐馆、出租车服务等拒绝日本顾客，许多日本人不再被允许参加会议。日本大使馆也在短短几天内收到了至少十几起针对日本人的骚扰报告。据日本外务省称，印度尼西亚的反日情绪和歧视不断上升。

### 秘鲁
秘鲁的反日情绪始于20世纪，是中国移民秘鲁后普遍反亚洲情绪的一部分，因为日本人和中国人一同被列为恶化种族并入侵秘鲁领土的“黄色威胁”。政客和知识分子试图通过公报、报纸和小册子上的文章等出版物来嘲笑亚洲人，甚至煽动秘鲁人民攻击秘鲁裔日本公民及其企业。秘鲁工人的抗议导致1917年成立了反亚裔协会，并于1923年废除了合同移民。
战前时期对日本移民来说尤其困难，他们开始影响秘鲁政府本身（二战期间日本人被驱逐到美国的集中营，特别是该国位于水晶城的唯一德克萨斯州的家庭拘留营）。尽管和日裔秘鲁人之间的紧张关系持续存在，但战争使局势急剧恶化。日本农民和商人在小众但可见的部门取得的经济成功、大量汇款汇回日本、担心日本人抢走当地人的就业机会以及日本和秘鲁之间日益严重的贸易不平衡，这些都是实施立法的动机。遏制日本移民进入其边境。1937年，秘鲁政府通过了一项法令，取消了有日本血统的秘鲁人的公民权，随后又颁布了第二项法令，使保持公民身份变得更加困难，其结果包括将日本移民污蔑为“兽类”，“ 不值得信赖”、“军国主义”，以及与秘鲁人“不公平”地竞争工资。这些导致民族主义和反日情绪日益高涨，并随着秘鲁经济的萧条和不稳定而恶化。
在立法歧视和媒体宣传的推动下，一场大规模种族骚乱于1940年5月13日开始，持续了三天。在骚乱期间，日裔秘鲁人遭到袭击，他们的房屋和企业被毁。利马600多处日本住宅和企业遭到破坏，造成数十人受伤、一名日本人死亡。这不仅是“秘鲁历史上最严重的骚乱”，而且还是第一次针对种族群体的骚乱。尽管规模巨大，但事件却没有得到充分报道，这反映了当时公众对日本民众的情绪。
1941年12月7日珍珠港事件后，受到美国压力，日本人被视为对秘鲁和美国的威胁，这影响了秘鲁人的“反日态度”。他们将日本秘鲁人驱逐到美国还涉及在没有补偿的情况下征用他们在秘鲁的财产和其他资产。1943年的一份备忘录所述，外敌控制部队中南美分部的雷蒙德·伊克斯观察到，许多日本人被送往美国“……仅仅是因为秘鲁人想要他们的生意，而不是因为那里有日本人”。是否有任何对他们不利的证据。”
战后，秘鲁社会的反日情绪有所下降，特别是1960年之后（当时日本开始与秘鲁及其日经社区发展更密切的关系）。然而，在日裔秘鲁人阿尔贝托·藤森上台后，这些情绪略有复苏，他参与了秘鲁的腐败行为，在秘鲁圈子里产生了对日本的反感。这种情绪的复苏如此强烈，以至于引起了日本政府的关注，在阿尔贝托·藤森被捕并受审后，日本驻秘鲁大使馆和当地媒体频繁接到电话，威胁要伤害日裔秘鲁人、在秘鲁的日本企业、大使馆及其工作人员的设施。

### 菲律宾

一份提及1942年巴丹死亡行军的宣传剪报被分发，引发了全世界的愤怒。

菲律宾的反日情绪可以追溯到二战期间日本对该国的占领。据估计，战时1700万菲律宾人中有100万在战争中丧生，还有更多菲律宾人受伤。几乎每个菲律宾家庭都在某种程度上受到战争的影响。最值得注意的是，在马帕尼克市，幸存者讲述了日本占领期间菲律宾男子遭到屠杀，数十名妇女被赶走用作慰安妇的情况。今天，菲律宾与日本有着和平关系。此外，菲律宾人一般不会像中国人和韩国人那样因为某些方面的说法而感到被冒犯，即日本的暴行几乎没有受到关注。这种感觉的存在是由于日本在20世纪60年代和1970年代向该国提供了大量援助。 
棉兰老岛的达沃地区有一个庞大的日本移民社区，他们在战争期间充当了欢迎日本侵略者的第五纵队。日本人受到摩洛穆斯林和中国人的仇恨。摩洛人对日本人进行了自杀式袭击，摩洛人也没有攻击过中国人，与日本人不同，中国人不被视为摩洛人的敌人。
根据2011年英国广播公司世界服务民意调查，84%的菲律宾人对日本的影响持积极态度，12%的人表示消极看法，使菲律宾成为世界上最亲日的国家之一。

### 新馬地區
老一辈的新馬人民由于经历过日本占领时期的二战经历，对日本有一些怨恨，但由于如今发展了良好的经济关系，新加坡目前与日本有着积极的关系。 

### 泰国
20世纪70 年代，泰国民主学生抗议者中普遍存在反日情绪。示威者将日本公司受泰国军方邀请进入该国视为经济入侵。此后，该国的反日情绪逐渐平息。

### 俄罗斯
在俄罗斯帝国，1905年日俄战争中日本的胜利阻止了俄罗斯在东方的野心并使其蒙羞。在后来的俄国内战期间，日本是协约国干涉军的一部分，帮助占领符拉迪沃斯托克，直至1922年 10月。二战结束时，裕仁天皇于8月15日宣布日本投降，苏联红军接受了近60万日本战俘的投降；其中473,000人被遣返，其中 55,000人在苏联囚禁期间死亡，其他人的命运未知。据推测，他们中的许多人被驱逐到中国或朝鲜并被迫充当劳工和士兵。南千岛群岛争端是当代俄罗斯反日情绪的根源。

### 英国
1902年，英国与日本签署正式军事同盟。然而，该联盟尤其在1923年终止。到了1930年代，由于英国反对日本的军事扩张，双边关系变得紧张。第二次世界大战期间，英国的反日宣传与美国的反日宣传非常相似，其内容即使不是直接将日本人描绘成蜘蛛等动物，也怪诞地夸大了日本人的身体特征。战后，英国的反日情绪主要集中在英国战俘所遭受的待遇。

## 靖国神社
靖国神社是日本东京的一座神社。它不仅是数千名日本士兵的安息之地，也是在战争中阵亡的朝鲜半岛和台湾士兵的安息之地，其中大部分是在第二次世界大战中阵亡。靖国神社供奉着东条英机、广田弘毅等13名甲级战犯，他们因在日本侵略中国、朝鲜和东亚其他地区中所扮演的角色而被定罪处决，靖国神社供奉着1068名战犯。
近年来，靖国神社已成为日本与邻国关系的症结所在。供奉战犯极大激怒了被日本帝国侵略各国人民。此外，靖国神社还出版了一本小册子，指出“为了保护日本的独立并与我们的亚洲邻国共同繁荣，战争是必要的”，并且战犯“被作为战犯进行了残酷和不公正的审判”。一个虚假的盟军法庭”。虽然西方和日本的法学家和历史学家确实对这些审判的公正性存在争议，但日本前首相小泉纯一郎曾五次参拜靖国神社，每次访问都在中韩两国引起轩然大波。他的继任者安倍晋三也是靖国神社的常客。一些日本政界人士回应称，靖国神社以及参拜都受到宪法权利的保护。2007年9月当选首相的福田康夫承诺不参拜靖国神社。

## 贬称
因反日情緒而產生的对日贬称多带种族主义色彩，不过这些贬称不一定指整个日本的种族，部分可能指特定的政策或特定的历史时期。
汉语
- 日本鬼子/東洋鬼子

簡稱「鬼子」，常用于二战期间的中国，歧視性極高，源自於針對西洋侵略者的「洋鬼子」一詞。該詞亦用於日本導演松井稔在2001年拍攝的電影《日本鬼子：日中15年战争·原皇军士兵的告白》。
- 倭/倭寇

倭是日本的曾用汉字名，汉朝时期的中国人以及日本人并不将它当成贬称使用（日本人使用「和」、「大和」）。倭寇在古代用于中国沿海，原指来自日本人海盗，后泛指包括華人在內，從日本來的一切海盗。不过，在现代中国，这两个词的意味都变了。倭寇在二战期间最常用，是对侵华日军的贬称。
- 小日本

貶損意味不高，更由于此词使用频率高，因此在大多数情境中几乎成为同口头禅般的用语，因此其冲撞意味显得不怎么浓，僅僅略具貶意，部份人以抗日战争时日本人大多矮小于中国人或日本土地比「大中華」小得多來解讀「小日本」的「小」。一說，乃嘲諷日本人自稱「大日本帝國」。而近期中國大陆網絡術語「小日子」為「小日本」的變體，來自「小日子過得不錯的日本人」的梗。
- 四腳仔

四腳仔本為台語的「狗」之意，引申為「四腳畜生」，為台灣日治時期本島人對日本人的差別用語，具強烈的歧視與敵意內涵。
- 蘿蔔頭

為老一輩香港人及粵語地區民眾對日本人之貶稱，意指日本人身材像蘿蔔一樣矮小，或源自香港日佔時期日軍配給民眾，以蘿蔔乾充作糧食的印象。
- 日本仔

為粵語對日本人最為常用的稱謂，相似於英語中的「Jap」，字面上的意思是日本的小子。此詞已經非常普遍的使用，有時還帶有少許幽默感，貶損意味並不大。
- 阿本仔

為台語對日本人最為常用的稱謂（台語中的「阿本」是「日本」的俗稱），與粵語中的「日本仔」同義，一樣沒太大的貶損意味。
- 架仔/架妹

同為粵語對日本人最為常用的稱呼，「架」在粵語中相似於日語平假名中的「が」音，以往廣東人聽日本人說日語（日語一般疑問句一般以「か」音結尾）說起來好像經常有個「架」的粵語音調，故有此名稱。此詞帶有幽默感，貶損意味並不大。
「が」字在日文中有提示主詞、連接句子等助詞性的功用，本身無義但在句子中很重要。
- 大腳盆/腳盆

為華北地區對日本人的種族歧視用語，戲謔性高，貶損意味不大。主要是來自天津市，據說是源於天津租界地區，清末時當地的車夫、苦力，揶揄日本女人不纏足，其腳如盆子一樣大（但是這絕非事實，因為日本人身材普遍都很嬌小所以就算不纏足腳也一樣很小。，後來推及日本男性。另說，腳盆一詞也有可能來源于外國稱日本一詞（Japan）的直接音譯，為北方人對日語“支那”的相應反擊。
朝鲜语
- 왜놈（汉字：倭놈，罗马转写：Waenom）

意为矮子，从“倭”字演化而来。朝鲜人常用此词来取笑日本人普遍身高较矮。
- 쪽발이，意思為豬腳，用以嘲諷日本人穿著傳統分趾鞋襪的模樣，就像豬腳。

英语
- Jap、Nip

為英語中對日本的縮寫，是美国人用来贬损日本人，这两个词汇在二战期间特别流行。

## 相关问题和事件
中國大陆
- 2005年中國反日遊行、2010年中國反日示威活動、2012年中国反日示威活动
- 抵制日貨、SK-II事件、三光商标事件
- 对日民间索赔、日本对慰安妇民间赔偿
- 侵华日军遗弃在华化学毒剂泄漏事件
- 日本旅游团珠海买春事件
- 钓鱼岛问题、东海油气田问题
- 日本歷史教科書問題
- 2015年日本动画在中国大陆下架事件

美國
- 陳果仁
- 日裔美國人囚禁